# Buprorus caudatus
Buprorus caudatus – gatunek morskiego widłonoga z rodziny Buproridae. Opisali go w 1980 roku zoolodzy Paul L. Illg i Patricia L. Dudley. Okazy typowe (4 samice) pozyskano z żachwy Styela coriacea złowionej w 1889 roku przez statek badawczy Albatross na pozycji 34°18′30″N 119°41′00″W/34,308333 -119,683333 u południowych wybrzeży Kalifornii („Albatross Station 2972”).